# Zdzisław Cegłowski
Zdzisław Cegłowski (ur. 21 lutego 1923 w Poznaniu, zm. 15 lutego 1968) – polski związkowiec i polityk, poseł na Sejm PRL IV kadencji.

## Życiorys
Uzyskał wykształcenie średnie. Obejmował funkcje przewodniczącego Wojewódzkiej Komisji Związków Zawodowych w Poznaniu oraz członka Plenum i Komitetu Wykonawczego Centralnej Rady Związków Zawodowych. Należał do Polskiej Zjednoczonej Partii Robotniczej, był członkiem egzekutywy Komitetu Wojewódzkiego. W 1965 uzyskał mandat posła na Sejm PRL IV kadencji w okręgu Ostrów Wielkopolski, zasiadał w Komisji Pracy i Spraw Socjalnych. Zmarł w trakcie kadencji.
Odznaczony Brązowym i Złotym Krzyżem Zasługi oraz Krzyżem Oficerskim Orderu Odrodzenia Polski.
Był żonaty z Ireną (1924–2010). Pochowany w Alei Zasłużonych na cmentarzu Junikowo w Poznaniu (AZ-L-45).

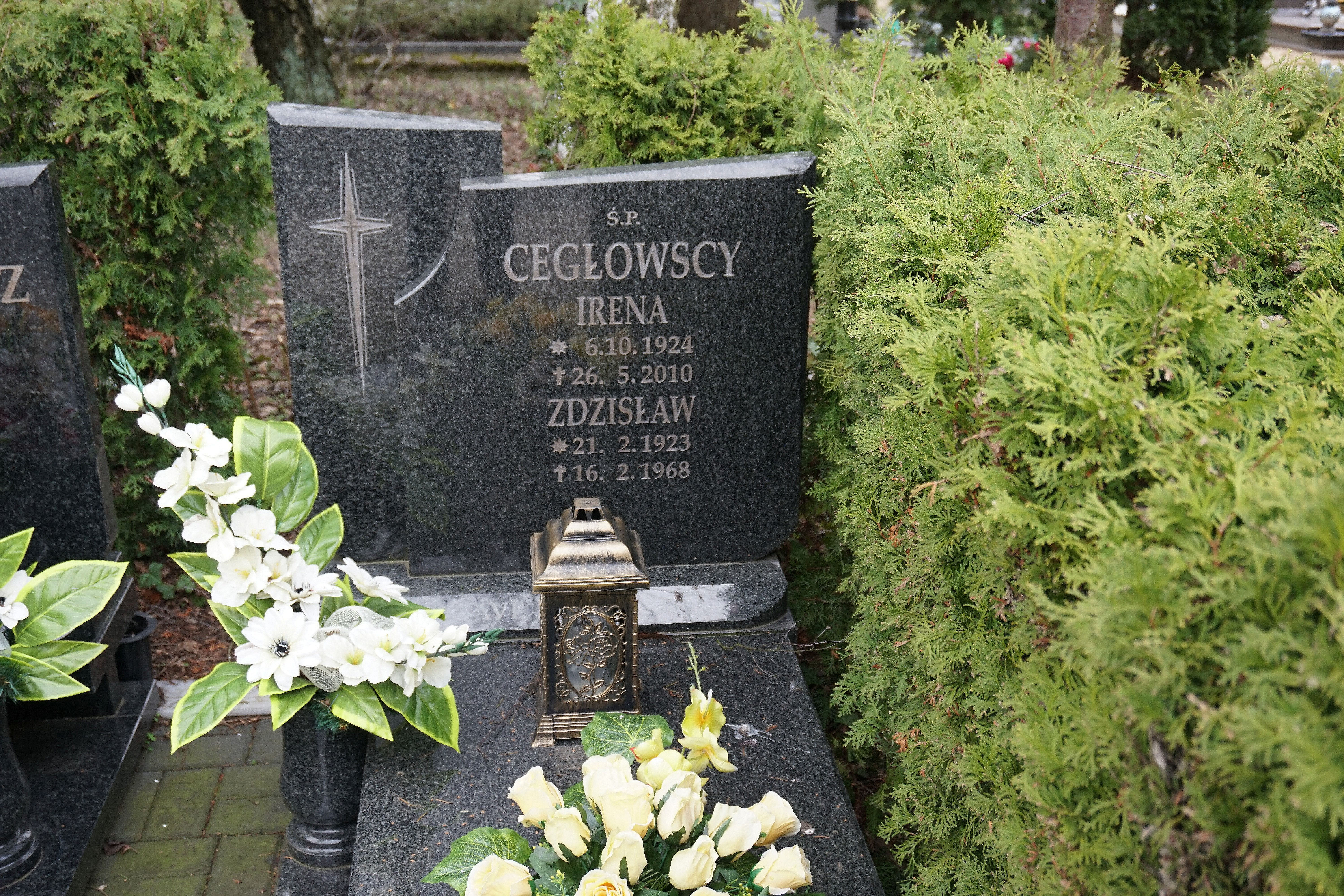
Grób Zdzisława Cegłowskiego na Cmentarzu na Junikowie